# Dyskoloi apohairetismoi: O babas mou
Dyskoloi apohairetismoi: O babas mou è un film del 2002 diretto da Penny Panayotopoulou.